# Opération Nordwind
Seconde Guerre mondiale
Batailles
Front d'Europe de l'Ouest
- Campagnes du Danemark et de Norvège
- Bataille de France
- Bataille de Belgique
- Bataille des Pays-Bas
- Bataille d'Angleterre
- Blitz
- Opération Myrmidon
- Opération Ambassador
- Raid de Dieppe
- Sabordage de la flotte française à Toulon
- Bataille aérienne de Berlin
- Bataille de Normandie
- Débarquement de Provence
- Libération de la France
- Campagne de la ligne Siegfried
- Bataille du Benelux
- Poche de Breskens
- Bataille des Vosges (Bruyères)
- Bataille des Ardennes
- Bataille de Saint-Vith
- Siège de Bastogne
- Opération Bodenplatte
- Opération Nordwind
- Campagne de Lorraine
- Bataille d'Alsace (Forêt de la Hardt, Poche de Colmar Jebsheim)
- Campagne d'Allemagne
- Raid de Granville
- Libération d'Arnhem
- Bataille de Groningue
- Insurrection géorgienne du Texel
- Bataille de Slivice
- Capitulation allemande

Front d’Europe de l’Est

Campagnes d'Afrique, du Moyen-Orient et de Méditerranée

Bataille de l’Atlantique

Guerre du Pacifique

Guerre sino-japonaise

Théâtre américain
L'opération Nordwind (Vent du Nord) était une des dernières offensives militaires de la Wehrmacht sur le front de l'Ouest durant la Seconde Guerre mondiale. Elle eut lieu du 31 décembre 1944 au 25 janvier 1945 en Alsace du nord et en Lorraine (France).
À la fin du mois de janvier, l'offensive fut stoppée par les troupes alliées constituées d'unités américaines appuyées par des unités françaises. Les combats les plus violents eurent lieu dans les environs de Hatten et de Rittershoffen, dans le département du Bas-Rhin. Durant les batailles de chars qui se déroulèrent entre le 8 et le 20 janvier 1945, Hatten fut presque entièrement détruite.

## Objectifs de l'offensive
L'offensive en contient en fait deux, non coordonnées. Un premier plan d'attaque est conçu vers le 21 décembre à l'initiative du groupe d'armées G qui tient le front du Rhin à la Sarre, comme une attaque dans la suite de la bataille des Ardennes : une offensive nord-sud contre le saillant que forme la 7e armée américaine entre les Vosges et le Rhin (opération Nordwind). Le général Blaskowitz, nouvellement nommé, est responsable de cette opération. Des moyens importants sont disponibles, qui vont permettre à l'offensive de se poursuivre du 1er au 25 janvier.
Parallèlement, le groupe d'armées Oberrhein (« Rhin supérieur »), placé directement sous le commandement du Reichsführer SS Heinrich Himmler, cherche à profiter de l'affaiblissement allié consécutif à la bataille des Ardennes. Sans plan d'ensemble et en étant seulement opportuniste, il fait franchir le Rhin à quelques unités au nord de Strasbourg et lance une attaque un peu plus ambitieuse le long du Rhin à partir de la poche de Colmar. Les moyens disponibles pour ces attaques sont plus faibles que pour Nordwind, ce qui empêche toute exploitation une fois le premier terrain conquis.
Les Allemands n'ont pas de plan d'ensemble liant ces actions avec celles de Nordwind.

## Déroulement

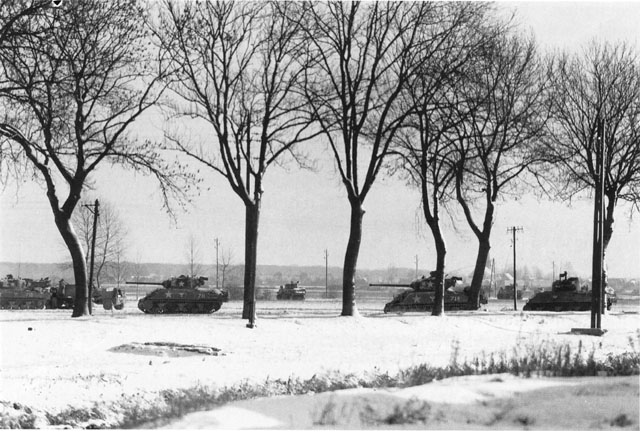
Des blindés américains font mouvement entre Bischwiller et Drusenheim.

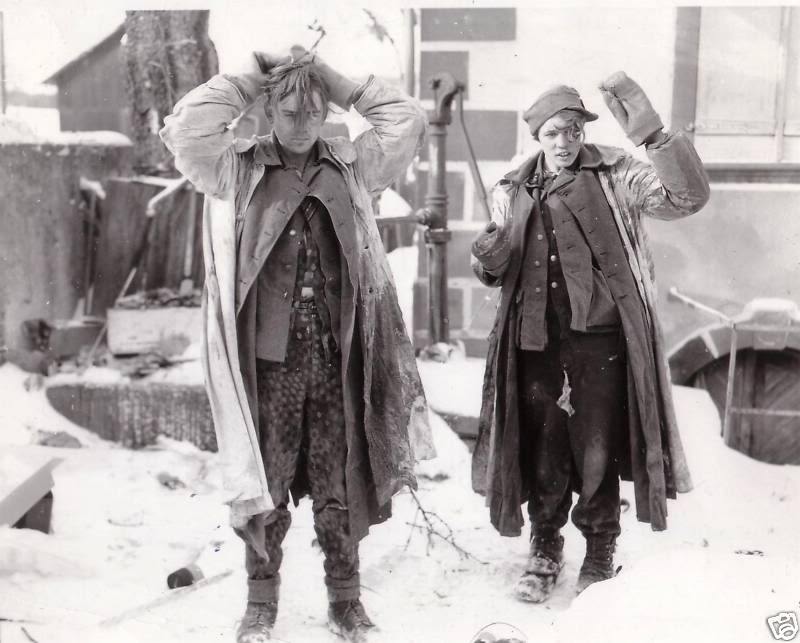
Des enfants-soldats allemands appartenant à la Waffen-SS sont faits prisonniers à Schillersdorf.

L'offensive débuta le 31 décembre 1944, vers 23 h 30, sans préparation d'artillerie pour ménager l'effet de surprise, dans la nuit du nouvel an 1945.
Vêtus d'uniformes de camouflage blancs, cinq compagnies de la 17e Panzergrenadier division SS Götz von Berlichingen se lancent à l'assaut des bataillons de première ligne du 71e régiment d'infanterie américain installés dans les bois, dans le secteur de Rimling. Les soldats américains reçoivent, avec surprise, le choc qui s'effectue par vagues successives. Après avoir reçu des renforts et secondés par les tirs d'artillerie et de mortier, ils accentuent rapidement leur résistance. Les assaillants sont décimés mais les combats font rage et les allemands finissent par prendre de flanc une compagnie américaine, obligeant le reste des forces de première ligne à battre en retraite. Toutefois le 1er janvier 1945 à partir de 2 h 30 du matin, l'offensive allemande ne progresse plus que très lentement : par exemple, la 256e division d'infanterie allemande ne progresse le premier jour que de 6 km.
Dans le même temps, une offensive secondaire est lancée au sud de Strasbourg contre les positions françaises. Le deuxième jour, Reipertswiller et Wissembourg sont réoccupées par les troupes allemandes. Le 4 janvier, les Américains se replient et établissent une ligne de front sur la Moder qui traverse le centre-ville de Haguenau.
Dans la nuit du 4 au 5 janvier, plusieurs bataillons allemands traversent le Rhin devant Gambsheim. Ils établissent une tête de pont composée d'éléments hétéroclites et mal nourris. Ils attaquent avec acharnement mais beaucoup de soldats allemands étaient prêts à déserter. Il fait particulièrement froid, l'eau gèle dans les gourdes et le temps est défavorable à l'intervention de l'aviation.
Le lundi 8 janvier, les Allemands massent des forces considérables en Alsace en traversant le Rhin en quinze endroits, en particulier entre Freistett et Gambsheim, et entre Fort-Louis et Söllingen. Le XXXIXe Panzerkorps lance son attaque sur Hatten, passage obligé sur la route de Strasbourg : c'est le début de la terrible bataille de Hatten-Rittershofen qui allait durer 12 jours.
De violents combats eurent également lieu autour de la station de pompage de la Breymuhl, près de Rohrwiller. Durant plusieurs jours, du 8 au 11, elle fut la scène de combats acharnés, au corps à corps.
Le mercredi 10 janvier une longue file de réfugiés venant par la route de Wissembourg se déplaça le long du canal de dérivation de la Moder. Au moins un quart de ces gens étaient en chemise de nuit alors que le thermomètre indiquait −10 °C. Ils racontaient que les Américains avaient tout anéanti devant eux avec des canons à tir rapide, pour arrêter l’attaque allemande. 
Le 15 janvier, pas moins de 17 divisions allemandes étaient déployées au sein des groupes d'armées "G" et "Oberrhein". Les Allemands réussirent encore à reconquérir d'autres villages ainsi que la forêt de Haguenau. Ils arrivèrent à la porte de cette ville le 16 janvier.
Au sud, la 2e armée française avait arrêté les Allemands après de durs combats. La 3e division d'infanterie algérienne vint renforcer les troupes américaines au nord.
Mais après le retrait des Américains de Hatten et de Rittershofen le 20 janvier, le front se stabilisa sur la Moder dans la nuit du 20 au 21.
Les habitants de Hatten qui avaient survécu purent alors sortir des caves où ils s'étaient terrés. Sur les 365 maisons que comptait le village, 350 étaient détruites et partout il y avait des cadavres qui jonchaient le sol. 2 500 soldats et 83 habitants du village y avaient trouvé la mort durant la bataille.
Le 21 janvier, alors que le temps est radieux et la neige abondante, les Allemands se réorganisèrent le long du canal de la Moder et portèrent l'effort principal sur le secteur de Haguenau. Des chars furent vus à l'est de la ville et la population fuit à nouveau.
Le 23 janvier, des avions à réaction allemands lâchèrent des bombes sur Gries, Weitbruch et Kaltenhouse mais le reflux des Américains était terminé. Les troupes allemandes étaient concentrées au nord de la forêt de Haguenau et des chars allemands étaient au Hundshof à Marxenhouse et à Schweighouse. Une patrouille de cyclistes allemands en tenue de camouflage blanche fut repoussée à l'entrée de Haguenau.
Le 24 janvier, les Allemands, conscients de leur faiblesse, n'attaquèrent pas directement Haguenau mais tentèrent de l'encercler afin de faire fuir les Américains. L’attaque fut lancée dans le secteur de Kaltenhouse, de Schweighouse et d'Ohlungen. De violents combats au corps à corps eurent lieu dans les maisons et la papeterie de Schweighouse.
Le 25 janvier, les Allemands lancèrent une ultime contre-attaque, appuyée par trois chars, à partir du Kestlerhof et réussirent à franchir la Moder à mi-chemin entre Kaltenhouse et Haguenau. Les combats les plus durs se déroulèrent dans la soirée, en particulier dans les premières maisons de la ville. La guerre de position s’installa en plein Haguenau, de part et d’autre du canal de la Moder. Le soir même, alors que les renforts américains commençaient à arriver depuis les Ardennes, l'ordre fut donné par Hitler d'abandonner l'opération Nordwind, y compris la tête de pont sur la Moder. Mais les combats ne cessèrent pas pour autant.
Enfin, le XXXIXe Panzerkorps dut se retirer de la région pour être transféré sur le front de l'Oder afin de participer à la défense de Berlin. Cela mit un terme définitif à l'offensive allemande mais une longue guerre de position débuta alors.

## Épilogue
À la fin de l'opération Nordwind, les combats faisaient toujours rage dans le Nord de l'Alsace et Haguenau fut bombardée quotidiennement par l'artillerie allemande durant de nombreuses semaines.
Le vendredi 2 février 1945, Colmar fut libérée et, pour la France entière, ce fut l’Alsace qui était libérée. Mais le nord de la région restait toujours aux mains des Allemands. À Haguenau, 7 000 personnes restées dans la ville de front vivaient dans les caves et ne tentaient que quelques sorties pour se ravitailler, malgré le danger des obus qui tombaient.
Finalement, le 15 mars 1945, les Américains déclenchèrent une contre-offensive générale vers le nord : l'opération Undertone. Oberhoffen fut attaquée et le premier pont Bailey lancé sur la Moder pour permettre à l'infanterie et aux chars de traverser le cours d'eau. Les Allemands battirent en retraite et les combats s'éloignèrent enfin de « Haguenau la Sanglante », comme l'avait nommée un journal américain. L'Alsace et la Lorraine ne furent finalement entièrement libérées par l'opération Undertone que le 20 mars 1945.